# Троицкое (Мишкинский район)
Троицкое — деревня в Мишкинском районе Курганской области России. Входит в состав Купайского сельсовета.

## География
Деревня находится на западе Курганской области, в пределах юго-западной части Западно-Сибирской равнины, в лесостепной зоне, на берегах озера Троицкого, на расстоянии примерно 39 километров (по прямой) к северо-западу от Мишкина, административного центра района. Абсолютная высота — 150 метров над уровнем моря.

### Климат
Климат характеризуется как континентальный, с холодной продолжительной малоснежной зимой и тёплым сухим летом. Среднегодовая температура — 2,1 °C. Средняя максимальная температура воздуха самого тёплого месяца 23 — 26 °C. Безморозный период длится 115—119 дней. Годовое количество атмосферных осадков — 370—380 мм.

## История
До 1917 года входило в состав Шаламовской волости Челябинского уезда Оренбургской губернии. По данным на 1926 год село Троицкое состояло из 324 хозяйств. В административном отношении являлось центром Троицкого сельсовета Воскресенского района Челябинского округа Уральской области.

## Население
| 1989 | 2002 | 2010 |
| ---- | ---- | ---- |
| 168  | ↘132 | ↘73  |

По данным переписи 1926 года в селе проживало 1455 человек (694 мужчины и 761 женщина), в том числе: русские составляли 100 % населения.

### Гендерный состав
По данным Всероссийской переписи населения 2010 года в гендерной структуре населения мужчины составляли 47,9 %, женщины — соответственно 52,1 %.

### Национальный состав
Согласно результатам Всероссийской переписи населения 2002 года, в национальной структуре населения русские составляли 98 %.